# Holothuria floridana
Holothuria floridana is een zeekomkommer uit de familie Holothuriidae. Hij komt voor in de Caraïbische Zee, de Golf van Mexico en voor de kust van Florida. Hij kan een lengte tot 20 centimeter bereiken.
De wetenschappelijke naam van de soort werd in 1851 gepubliceerd door Louis François de Pourtalès.